# マイケル・"トマホーク"・トンプソン
マイケル・"トマホーク"・トンプソン（Michael ‘Tomahawk’ Thompson、1990年 - ）は、オーストラリアの男性キックボクサー。Ironfist Gym所属。

## 来歴
2012年10月13日、Caged Muay Thai 2において元ルンピニースタジアムフェザー級王者のポンサネー・シットモンチャイと対戦し判定勝ち。
2014年7月4日、Lion Fight 16でケビン・ロスと対戦し判定負け。この試合はLion Fightスーパーライト級タイトルマッチとして行われ、敗れたマイケルはタイトル獲得に失敗した。
2014年11月3日、K-1 WORLD GP 2014 ～-65kg初代王座決定トーナメント～に参戦。トーナメント1回戦でHIROYAと対戦したが判定負け。

## 獲得タイトル
- WKN＆WBKF世界ライト級王者
- WMCインターコンチネンタル同級王者